# Ostajnica trójpalczasta
Ostajnica trójpalczasta, czołg trójpalcowy (Chalcides chalcides) – gatunek jaszczurki z rodziny scynkowatych (Scincidae).

## Występowanie
Występuje we Włoszech, Algierii, Tunezji i Libii.
Przebywa na nasłonecznionych, porośniętych niską gęstą roślinnością terenach równinnych, pagórkowatych i górskich. Zasiedla wyłącznie zbiorowiska murawowe i łąkowe oraz zdziczałe tereny uprawowe, unika terenów o roślinności wyższej niż 40 cm.

## Opis
Osiąga do 48 cm długości całkowitej. Ciało bardzo długie, wężowate o malutkich do 1 cm długości trójpalczastych nogach. Głowa mała, nieoddzielona od tułowia. Oczy małe, dobrze widoczne otwory uszne. Ogon długi, zakończony szpicem. 
Ubarwienie grzbietu oliwkowoszare, szare, brązowe lub piaskowe. Przeważnie pokryte 9–13 podłużnymi smugami ciemniejszymi od barwy podstawowej, czasami jednak pozbawione tego deseniu. Brzuch jaśniejszy od grzbietu.

## Tryb życia
W okresie wiosennym aktywna przez cały dzień, natomiast latem tylko w godzinach przedpołudniowych. Porusza się ruchem wężowatym, uwstecznione nogi nie odgrywają w ruchu żadnej roli.

## Odżywianie
Odżywia się motylami, szarańczą, skorkami, pająkami, stonogami i mrówkami.

## Rozród
Żyworodna, kopulacja odbywa się zwykle w kwietniu, ale dopiero w sierpniu przychodzi na świat od 3–13 młodych mających od 9,5 do 11 cm długości. Są one zdolne do samodzielnego życia.